# هيدن (كامبريدجشير)
هيدن (بالإنجليزية: Heydon, Cambridgeshire)‏ هي قرية و أبرشية مدنية تقع في المملكة المتحدة في إنجلترا. يقدر عدد سكانها بـ 206 نسمة .